# 응봉산토성
응봉산토성(鷹峰山土城)은 서울특별시 양천구 신정3동과 구로구 개봉동 경계에 위치한 토성으로, 대부분 야산을 활용해서 지었고 일부 지대가 낮은 곳은 성토해서 지었다고 한다. 현재는 도로가 개설되어 일부 훼손되었다.